# Миронівський район (1923—1931)
Миронівський район — район в Українській СРР у 1923–1931 роках із центром у селі Миронівка, що був розташований на території сучасної Миронівської громади Київської області.
До району входило 15 сільрад, які містили 22 поселень. Сам район спочатку входив до Шевченківської (Корсунської) округи Київської губернії (до 1925 року), потім до Білоцерківської округи (у 1925–1930 роках), а потім підпорядковувався безпосередньо центральному уряду УСРР (після 1930 року).

## Історія
У 1923 році в УСРР було проведено районування, внаслідок якого утворено округи і райони замість повітів і волостей. Зокрема, постановами ВУЦВК від 7 березня і 12 квітня було вперше утворено Миронівський район у складі Корсунської округи Київської губернії, до якого увійшли Зеленківська, Потоцька, Козинська і Пустовійтівська волості Богуславського (Канівського) повіту.
Згодом (до 1924 року) від Канівського до Миронівського району було передано село Шандра (що раніше входило до Курилівської волості), а від Миронівського до Степанецького району було передано хутір Дубовий Яр (що раніше входив до Козинської волості).
Постановою ВУВЦК від 27 березня 1925 року відбулися такі зміни у складі району:
- до району перечислено село Владиславку з залізничною станцією і хутором Миронівкою (Владиславську сільраду) Богуславського району Шевченківської (Корсунської) округи;
- з району перечислено села Юхни й Баші (Юхнівську сільраду) до складу Богуславського району.[4]

Постановами ВУВЦК від 3 червня 1925 року було ліквідовано губернії, а також розформовано деякі округи. Зокрема було розформовано і Шевченківську (Корсунську) округу, до якої входив Миронівський район, а сам район включено до складу Білоцерківської округи.
2 вересня 1930 р. ВУВЦК видав постанову «Про ліквідацію округів і перехід на двоступеневу систему управління», згідно із якою було ліквідовано Білоцерківську округу, а Миронівський район перейшов у безпосереднє підпорядкування центрального уряду УСРР. Тим же рішенням району було присвоєно 1-шу категорію.
3 лютого 1931 року Миронівський район було ліквідовано шляхом приєднання до Богуславського району.

### Територія після ліквідації
У 1932 році територія колишнього Миронівського району у складі Богуславського району увійшла до новоутвореної Київської області.
У 1935 році у складі Київської області було відновлено Миронівський район, до якого увійшли території колишнього району, за винятком Шандрівської сільради. Також до району було включено нові території на півдні: Гулівську, Микитянську, Яхнівську сільради та повернуто Юхнівську сільраду.
У 1962 році території увійшли до Кагарлицького району, за винятком Миронівської селищної ради, що була підпорядкована місту Богуслав.
У 1965 році території увійшли до вдруге відновленого Миронівського району.
У 2020 році території увійшли до Миронівської громади.

## Устрій і статистика
Станом на 1924 рік Миронівський район мав центр у селі Миронівка і складався із 15 сільрад, до яких входило 22 поселення: містечко Козин, 17 сіл, 3 хутори і Миронівська досвідна станція, як описано у таблиці нижче. Всього у районі налічувалося 471 володінь (у Козині) і 9026 господарств (у сільських поселеннях за винятком села Шандра), у яких проживало 45630 людей.
| №                                      | Сільрада                            | Населені пункти (у дужках — сільрада до районування)                             | Число господарств і володінь     | Населення, осіб                  | Волость перед районуванням |
| №                                      | Сільрада                            | Населені пункти (у дужках — сільрада до районування)                             | (у дужках — дані за поселеннями) | (у дужках — дані за поселеннями) | Волость перед районуванням |
| -------------------------------------- | ----------------------------------- | -------------------------------------------------------------------------------- | -------------------------------- | -------------------------------- | -------------------------- |
| 1                                      | Миронівська                         | с. Миронівка                                                                     | 942                              | 4087                             | Козинська                  |
| 2                                      | Олександрівська                     | с. Олександрівка                                                                 | 273                              | 1168                             | Пустовойтівська            |
| 3                                      | Ємчишанська                         | с. Ємчиха                                                                        | 463                              | 2015                             | Козинська                  |
| 4                                      | Зеленківська                        | с. Зеленки                                                                       | 1394                             | 5879                             | Зеленківська               |
| 5                                      | Карапишанська                       | с. Карапиші, х. Дяченків (Зеленківська)                                          | 1776 (1776+0)                    | 8063 (7961+102)                  | Пустовойтівська            |
| 6                                      | Козинська                           | м-ко Козин, с. (д) Кутелів-Хутір                                                 | 526 (471+55)                     | 2826 (2568+258)                  | Козинська                  |
| 7                                      | Коритищанська                       | с. Коритище                                                                      | 268                              | 1252                             | Потоцька                   |
| 8                                      | Маслівська                          | с. Маслівка                                                                      | 510                              | 2415                             | Козинська                  |
| 9                                      | Потоцька                            | с. Поток                                                                         | 943                              | 4892                             | Потоцька                   |
| 10                                     | Пустовойтівська                     | с. Пустовойти                                                                    | 796                              | 3260                             | Пустовойтівська            |
| 11                                     | Россавська                          | с. Россава                                                                       | 767                              | 3223                             | Козинська                  |
| 12                                     | Саліво-Хуторська                    | с. (д) Салів, х. Пятихатки (Миронівська), Миронівська досвідня станція           | 204 (183+21+0)                   | 1006 (862+92+52)                 | Козинська                  |
| 13                                     | Фролівська                          | с. Фролівка, с. Савівка (Савівська)                                              | 101 (52+49)                      | 470 (227+243)                    | Пустовойтівська            |
| 14                                     | Шандрівська                         | с. Шандра                                                                        | (пропущено)                      | 2884                             | Курилівська                |
| 15                                     | Юхнівська                           | с. Юхни, с. (д) Баші, х. Ковалівка                                               | 534 (348+186+0)                  | 2190 (1435+733+22)               | Пустовойтівська            |
| Сільрада, що увійшла до району пізніше |                                     |                                                                                  |                                  |                                  |                            |
| —                                      | Владиславська (Богуславський район) | с. Владиславка, Владиславські хутори, Михайлівська залізнична станція та поселок | 296 (296+0+0)                    | 1161 (992+0+169)                 | Вільховецька               |

Скорочення: м-ко — містечко; с. — село; с. (д) — село, що за класифікацією Російської імперії мало клас деревня; х. — хутір